# 紹斯特卡
紹斯特卡（烏克蘭語：Шостка，羅馬化：Shostka，發音：[ˈʃɔstkɐ] ⓘ）是乌克兰北部蘇梅州紹斯特卡區绍斯特卡市镇内的城市，为该区及该市镇的行政中心（该市在2020年7月18日前为该州的州辖市，并不在该区的管辖范围内）。該市距離州府蘇梅138公里，始建於18世紀上半叶，面積43.62平方公里，海拔高度154米，2022年人口数量为71,996人。

## 友好城市
- 保加利亚 奧里亞霍沃
- 波蘭 斯維德尼克
- 波蘭 斯武比采
- 德国 奥得河畔法兰克福

## 流行文化
紹斯特卡於1986年動畫電影《美國鼠譚》中，作為主角Mousekewitz家族的故鄉被提及。

## 图集

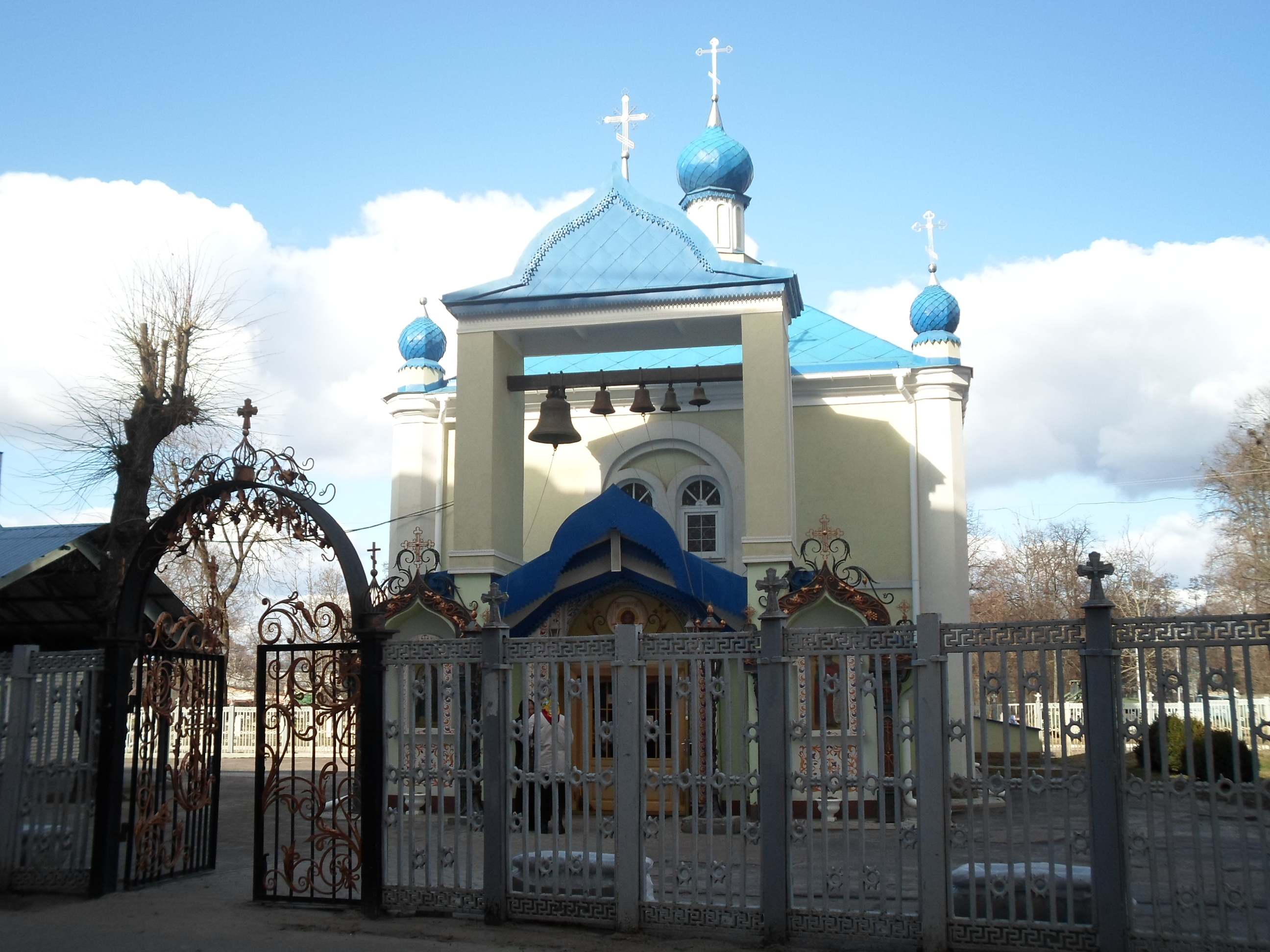
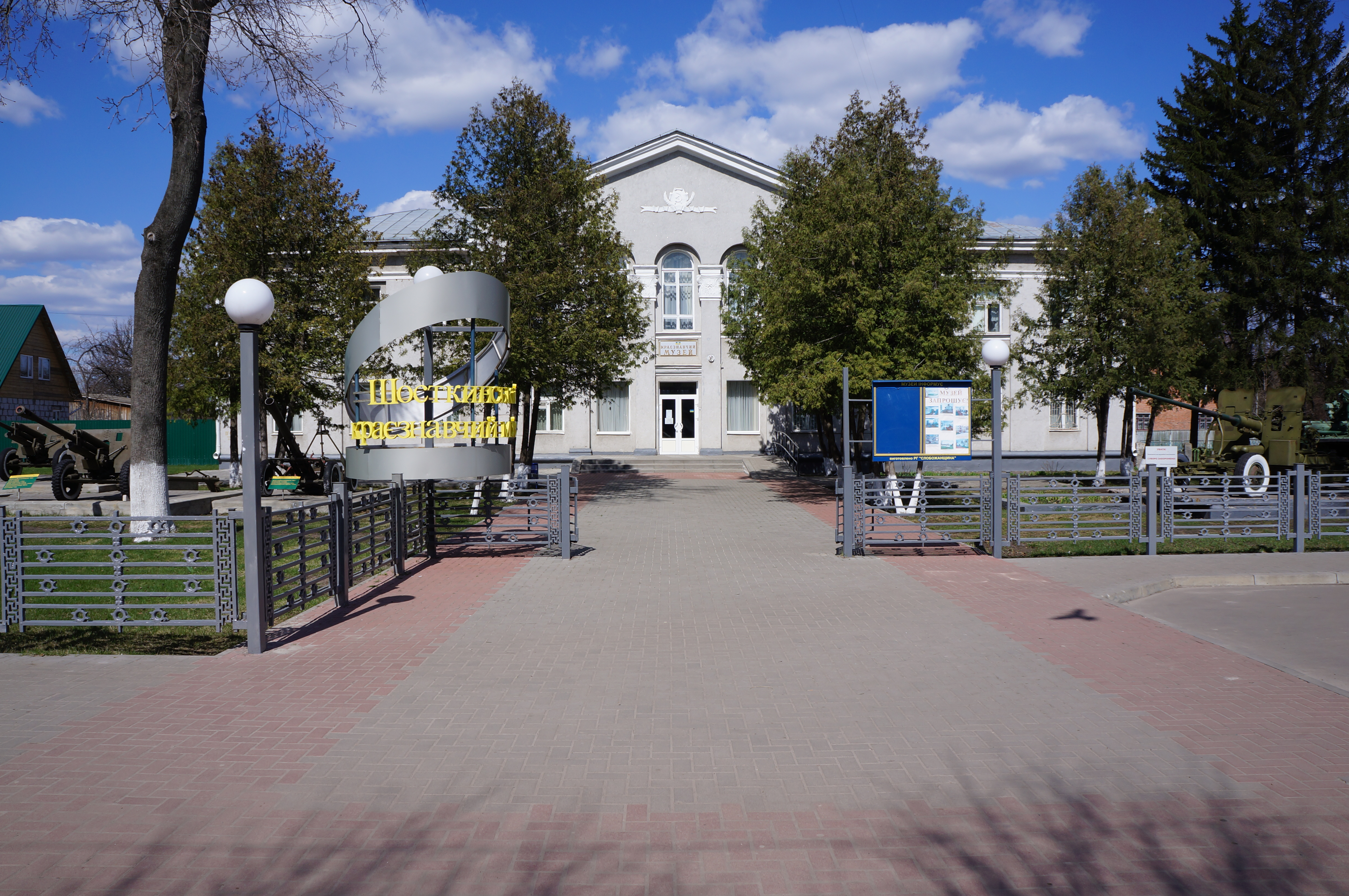
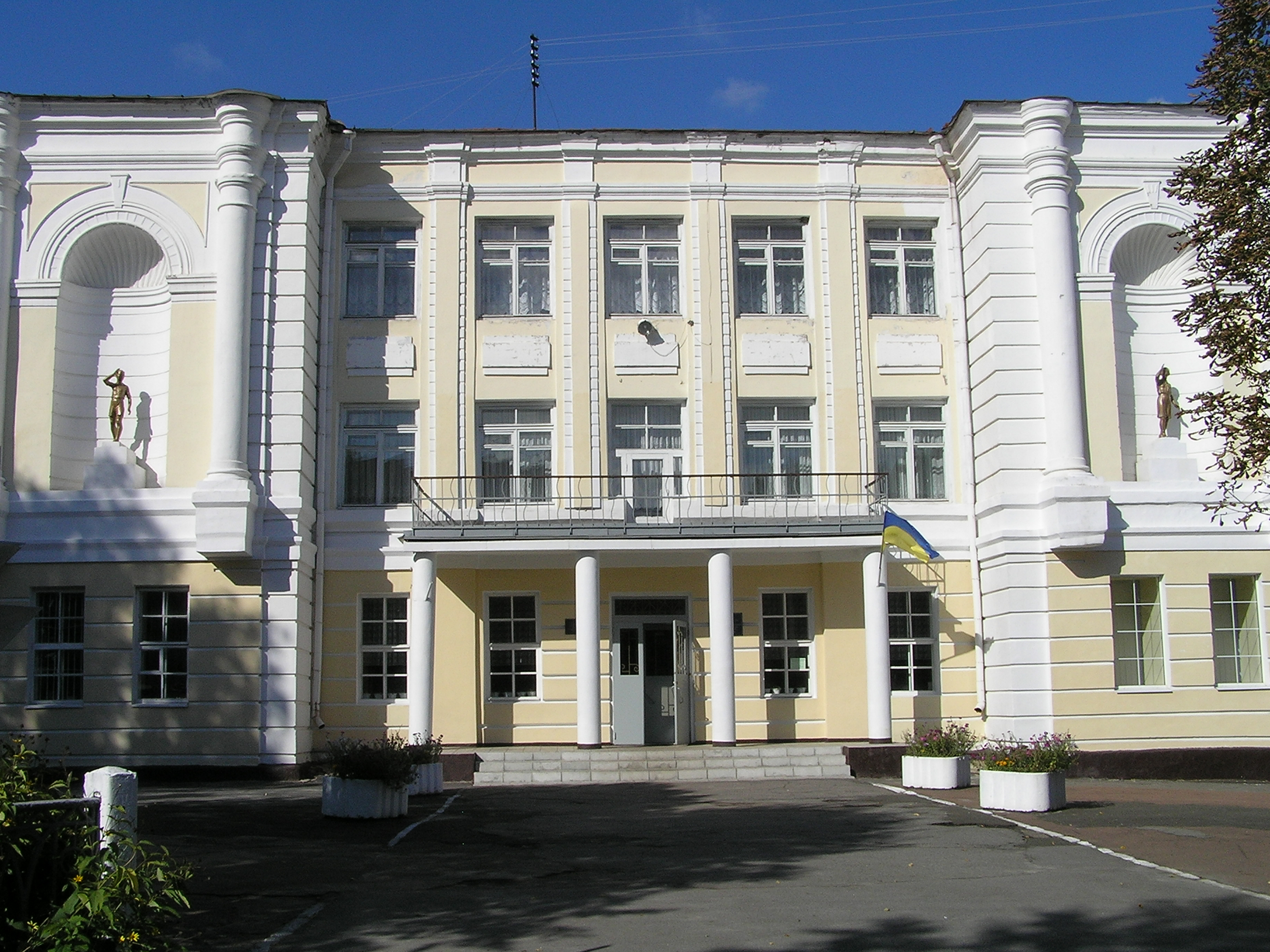
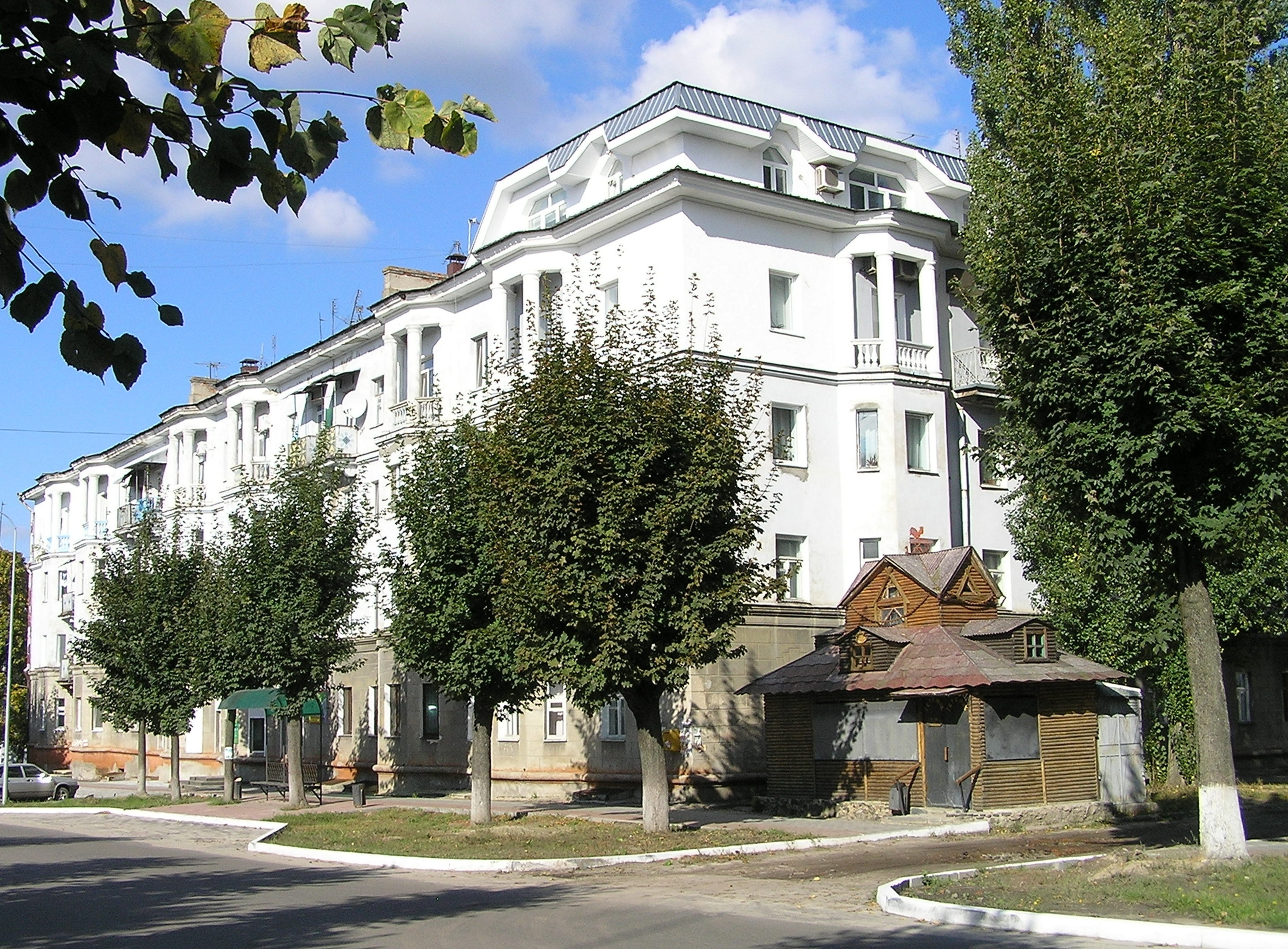
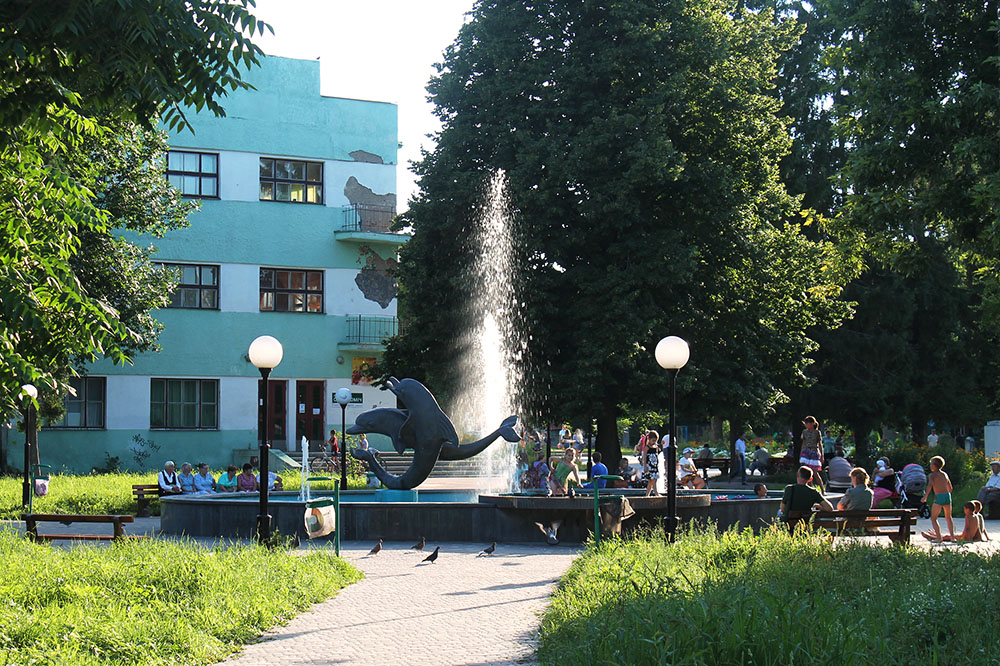
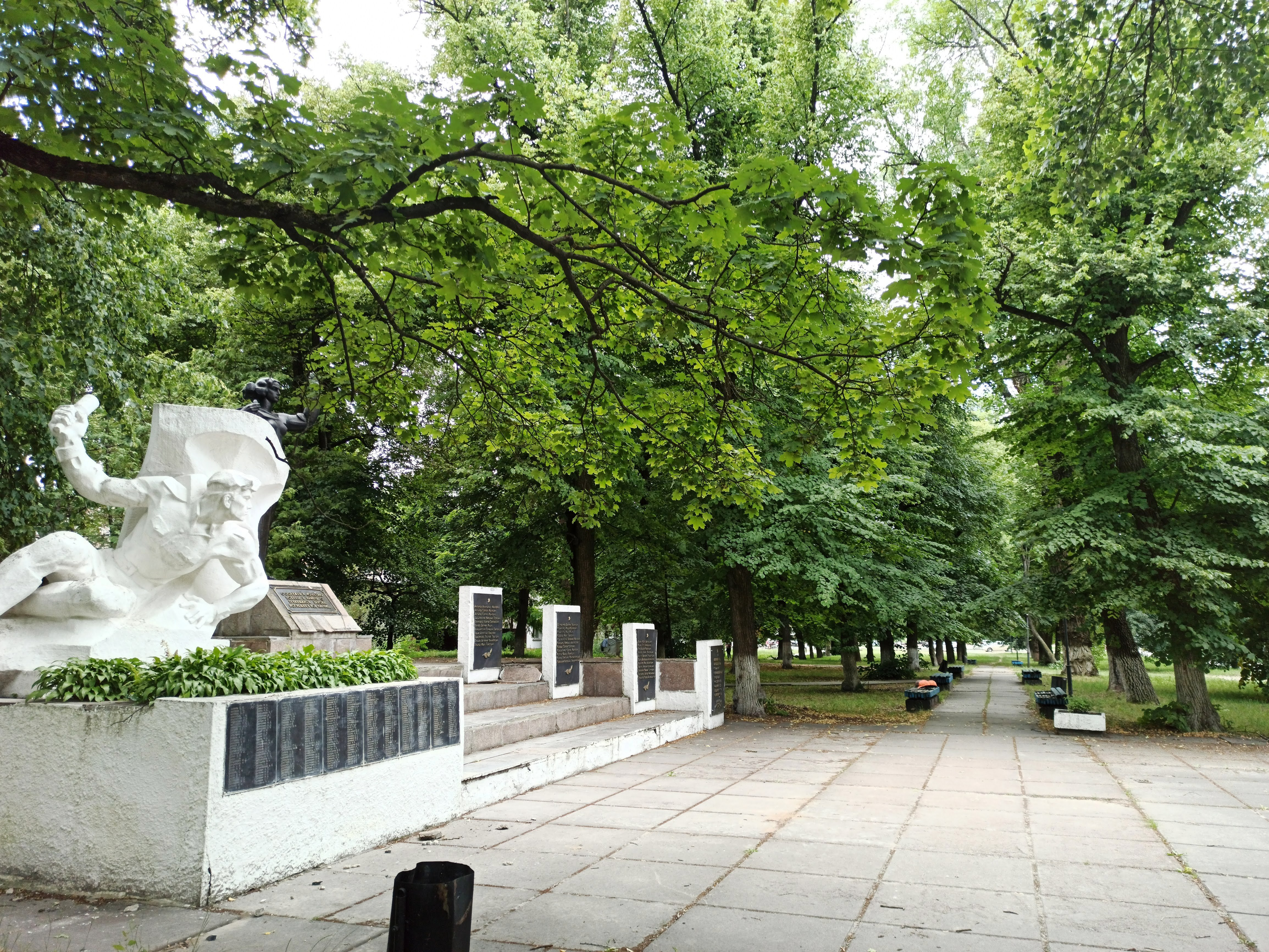